# Dommartin VD
| VD ist das Kürzel für den Kanton Waadt in der Schweiz. Es wird verwendet, um Verwechslungen mit anderen Einträgen des Namens Dommartin zu vermeiden. |

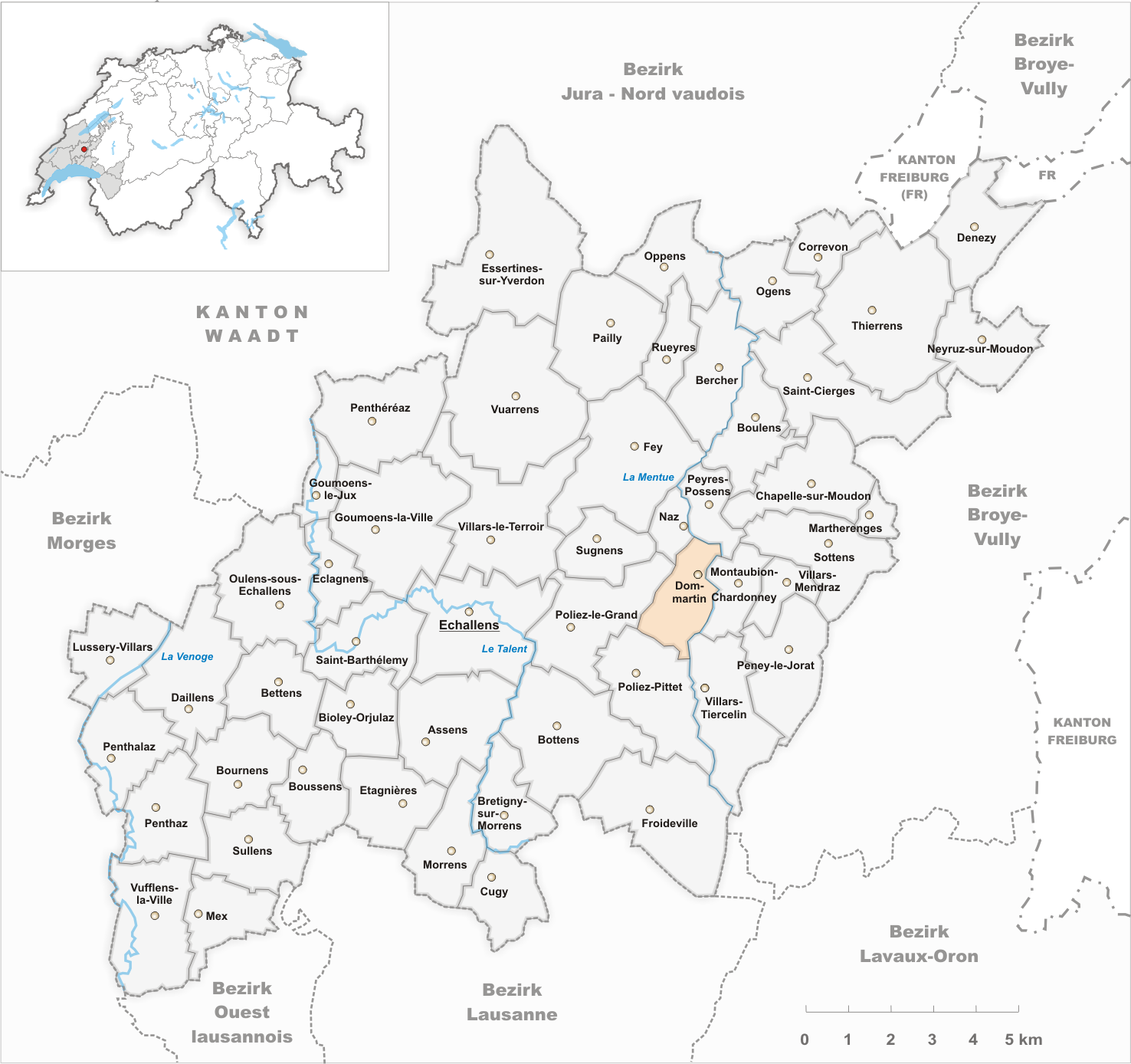
Gemeindestand vor der Fusion am 30. Juni 2011

Dommartin ([dɔ̃maʀtɛ̃] oder [dɔmaʀtɛ̃], im einheimischen frankoprovenzalischen Dialekt [(a) dɔmarˈtɛ̃]) war eine politische Gemeinde im Distrikt Gros-de-Vaud des Kantons Waadt in der Schweiz. Dommartin schloss sich am 1. Juli 2011 mit den Gemeinden Sugnens, Naz und Poliez-le-Grand zur neuen Gemeinde Montilliez zusammen.

## Geographie

Luftbild (1963)

Dommartin liegt auf 730 m ü. M., fünf Kilometer östlich von Echallens und 15 Kilometer nordnordöstlich der Kantonshauptstadt Lausanne (Luftlinie). Das Dorf erstreckt sich auf einer Höhe westlich der Mentue, auf der Nordabdachung der Höhen des Jorat, im östlichen Gros de Vaud, im Waadtländer Mittelland.
Die Fläche des 2,9 km² grossen Gemeindegebiets umfasst einen Abschnitt des zentralen höheren Waadtländer Mittellandes. Die breite Höhe von Dommartin wird im Osten und Norden von der Mentue, im Westen von ihrem Seitenbach Coruz begrenzt. Beide Flüsse haben tiefe Täler in die Molasseschichten eingegraben. Im Südwesten gehört der Wald Bois de Chavanne zu Dommartin. Östlich dieses Waldes wird auf der Flur Les Auverneys mit 773 m ü. M. die höchste Erhebung der Gemeinde erreicht. Von der Gemeindefläche entfielen 1997 5 % auf Siedlungen, 35 % auf Wald und Gehölze und 60 % auf Landwirtschaft.
Zu Dommartin gehören einige Einzelhöfe. Nachbargemeinden von Dommartin sind Villars-Tiercelin, Poliez-Pittet, Poliez-le-Grand, Naz, Peyres-Possens und Montaubion-Chardonney.

## Bevölkerung
Mit 266 Einwohnern (Stand 31. Dezember 2010) gehörte Dommartin zu den kleinen Gemeinden des Kantons Waadt. Von den Bewohnern sind 98,3 % französischsprachig, 1,2 % deutschsprachig und 0,4 % englischsprachig (Stand 2000). Die Bevölkerungszahl von Dommartin belief sich 1850 auf 245 Einwohner, 1900 auf 207 Einwohner. Nachdem die Bevölkerungszahl bis 1970 auf 140 Personen abgenommen hatte, wurde eine rasche Bevölkerungszunahme mit einer Verdoppelung der Einwohnerzahl innerhalb von 30 Jahren beobachtet.

## Wirtschaft
Dommartin war bis in die zweite Hälfte des 20. Jahrhunderts ein vorwiegend durch die Landwirtschaft geprägtes Dorf. Noch heute haben der Ackerbau und die Viehzucht eine wichtige Bedeutung in der Erwerbsstruktur der Bevölkerung. An der Mentue bestanden seit dem 17. Jahrhundert eine Mühle und eine Sägerei. Heute sind weitere Arbeitsplätze im lokalen Kleingewerbe und im Dienstleistungssektor vorhanden (in einem Betrieb der Landschaftsarchitektur). In den letzten Jahrzehnten hat sich das Dorf auch zu einer Wohngemeinde entwickelt. Viele Erwerbstätige sind deshalb Wegpendler, die in den umliegenden grösseren Orten und im Grossraum Lausanne arbeiten.

## Verkehr
Dommartin liegt abseits grösserer Durchgangsstrassen, rund 1 km von der Verbindungsstrasse Lausanne – Thierrens entfernt. Durch einen Postautokurs, der von Echallens nach Thierrens verkehrt, ist Dommartin an das Netz des öffentlichen Verkehrs angebunden.

## Geschichte
Die erste urkundliche Erwähnung des Ortes erfolgte bereits im Jahr 908 unter dem Namen Domno Martino villa, abgeleitet von Dom Martin, einem Mönch, der das Gebiet urbar gemacht hatte. Dommartin entwickelte sich wahrscheinlich aus einem Königsgut von Hochburgund. Im 12. Jahrhundert kam Dommartin, zu dem sämtliche umliegenden Orte (ausser Poliez-Pittet) gehörten, zum Domkapitel von Lausanne. Der Bischof liess die Siedlung, die zu dieser Zeit ungefähr 100 Feuerstellen umfasste, von 1180 bis 1190 befestigen und gewährte ihr weitgehende Freiheiten.
Der allmähliche Niedergang von Dommartin setzte mit der Feuersbrunst von 1235 ein. Obwohl das Städtchen wieder aufgebaut wurde, zählte es 100 Jahre später nur noch rund 40 Feuerstellen. Es war bis zur Reformation Hauptort einer Kastlanei des Lausanner Domkapitels. Während des 15. und 16. Jahrhunderts wurden in Dommartin zahlreiche Hexenprozesse abgehalten.
Mit der Eroberung der Waadt durch Bern im Jahr 1536 kam Dommartin unter die Verwaltung der Vogtei Lausanne. Es bildete darin weiterhin eine Kastlanei, zu der auch die Orte Naz, Peyres-Possens, Montaubion-Chardonney, Villars-Tiercelin und Sugnens gehörten. Einer weiteren Brandkatastrophe fielen 1547 die Burg, Kirche und zahlreiche Häuser zum Opfer. Die ehemalige Siedlungsstätte auf dem von der Mentue umflossenen Sporn wurde danach verlassen und Dommartin als Dorf weiter südlich auf der Höhe neu aufgebaut. Nach dem Zusammenbruch des Ancien Régime gehörte das Dorf von 1798 bis 1803 während der Helvetik zum Kanton Léman, der anschliessend mit der Inkraftsetzung der Mediationsverfassung im Kanton Waadt aufging. 1798 wurde es dem Bezirk Echallens zugeteilt.

## Sehenswürdigkeiten
Der besondere achteckige Bau (mit einer verlängerten Zentralachse) der Pfarrkirche stammt von 1733 bis 1735. Das Pfarrhaus, um 1600 erbaut, wurde im 18. Jahrhundert umgebaut. Im Ortskern sind einige stattliche Bauernhäuser des 18. und 19. Jahrhunderts erhalten. Die wenigen Ruinen der mittelalterlichen Siedlung auf dem Sporn über der Mentue stehen seit 1900 unter Denkmalschutz.